# David IV da Geórgia

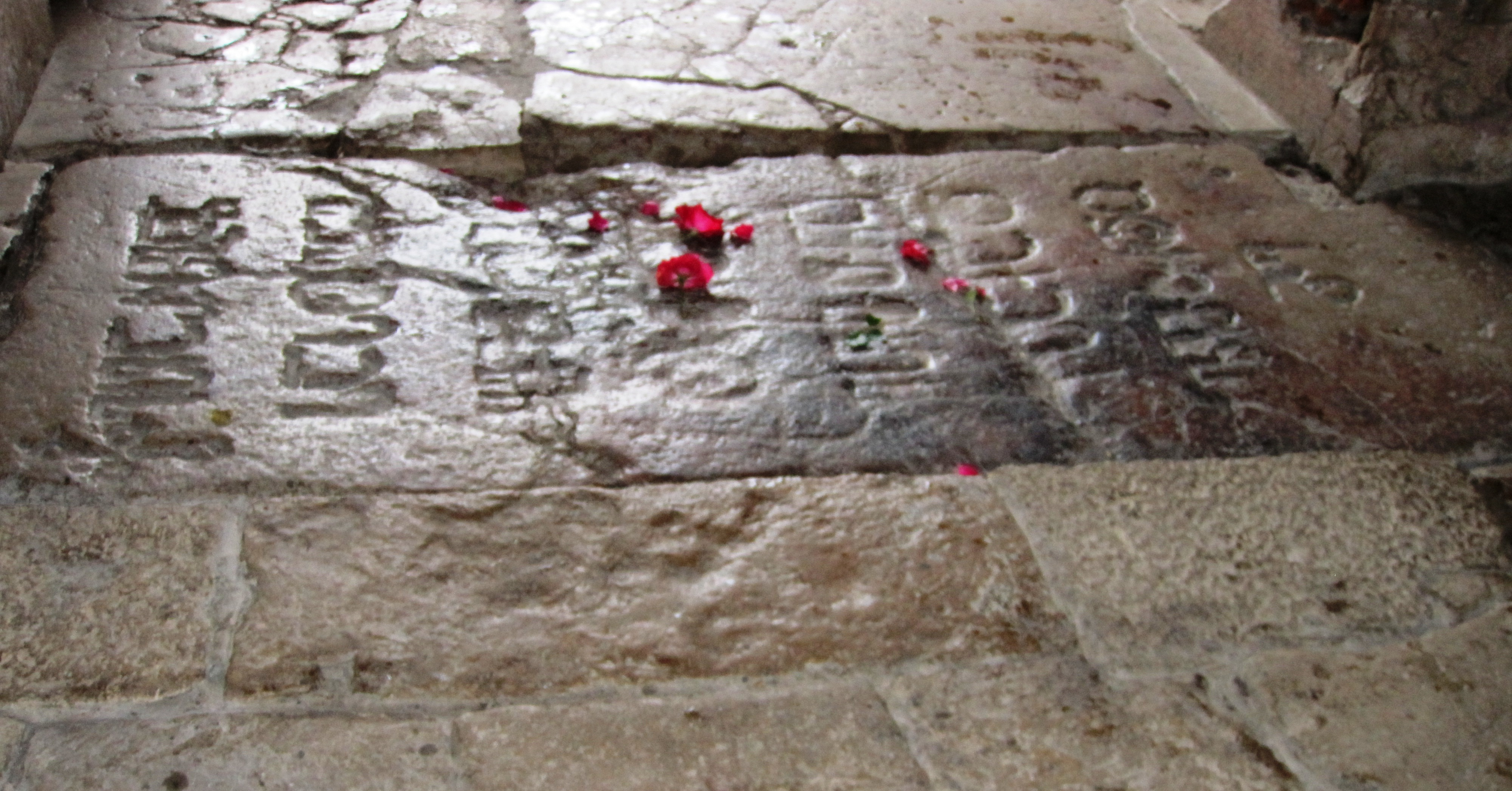
Lápide do túmulo de David IV

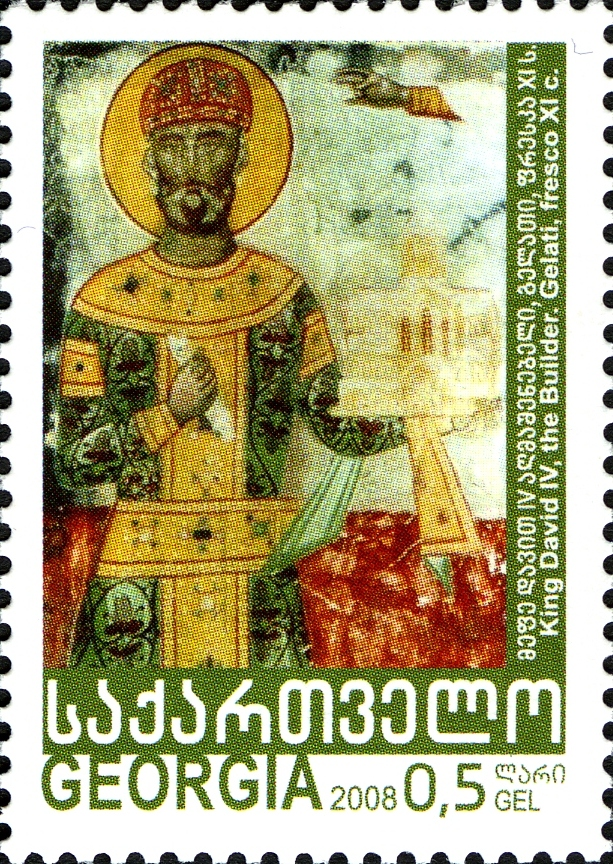
Selo georgiano de 2008 representando Davi IV

David IV, também conhecido como David o Restaurador (em georgiano: დავით აღმაშენებელი; romaniz.: Davit Aghmashenebeli) (1073 – 24 de janeiro de 1125), da Dinastia Bagrationi, foi rei da Geórgia de 1089 até sua morte em 1125. Suas relíquias foram trasladadas para o mosteiro de Guelati.
Popularmente considerado o maior e mais bem sucedido governante georgiano da história, ele logrou vencer a importante batalha de Didgori em 1121 e expulsar os turcos seljúcidas do país. Suas reformas no exército e na administração permitiram-no reunificar e pôr sob controle georgiano grande parte das terras do Cáucaso. Teve boas relações com a Igreja e foi um notável promotor do cristianismo em seu país, vindo a ser canonizado pela Igreja Ortodoxa Georgiana.

## Títulos
O epíteto aghmashenebeli (აღმაშენებელი), que é traduzido como "o Construtor", "o Reconstrutor", ou "o Restaurador", foi-lhe apodado pela primeira vez em 1452, embora tenham sido os historiadores dos séculos XVII e XVIII quem o popularizaram. Em épocas remotas, Davi também foi chamado "o Grande" (დიდი, didi).
David o Restaurador foi denominado variadamente como David II, III, e IV, devido à grande variação na sequência ordinal dos monarcas bagrátidas, especialmente no período inicial de sua história, uma vez que a numeração dos monarcas sucessivos movia-se entre os vários ramos da família. Os acadêmicos da Geórgia preferem o nome Davi IV; sendo seus predecessores: Davi I Curopalata (falecido em 881), David II Magistro (m. 937) e Davi III Curopalata (1001), todos membros da linhagem principal da dinastia bagrátida.